# Bahri Tanrıkulu
Bahri Tanrıkulu (* 16. März 1980 in Muğla) ist ein türkischer Taekwondoin, der im Mittel- und Schwergewicht aktiv ist. Er ist der erste türkische Welt- und Europameister im Taekwondo. Bislang nahm er an zwei Olympischen Spielen teil und gewann eine Silbermedaille.
Tanrıkulu bestritt seine ersten internationalen Titelkämpfe bei der Europameisterschaft 1998 in Eindhoven, wo er noch in der leichten Klasse bis 67 Kilogramm startete. Er konnte auf Anhieb eine Bronzemedaille gewinnen. Auch im folgenden Jahr war er bei seiner ersten Weltmeisterschaft in Edmonton mit Silber in der Klasse bis 78 Kilogramm erfolgreich. Seine ersten internationalen Titel errang Tanrıkulu schließlich bei der Europameisterschaft 2000 in Patras und der Weltmeisterschaft 2001 in Jeju-si. Es waren die ersten Welt- und Europameistertitel, die ein türkischer Taekwondoin gewinnen konnte. Auch in den folgenden Jahren konnte Tanrıkulu weiter Erfolge feiern und bislang insgesamt fünf WM- und sieben EM-Medaillen erkämpfen, darunter drei Welt- und zwei Europameistertitel.
Zu seinen ersten Olympischen Spielen 2004 in Athen reiste Tanrıkulu als Mitfavorit. Er kämpfte sich bis ins Finale, verlor dies gegen Steven Lopez und gewann die Silbermedaille. Seine zweiten Olympischen Spiele 2008 in Peking hingegen verliefen enttäuschend. Er traf gleich im Auftaktkampf erneut auf Lopez und schied aus. Mit dem Gewinn des europäischen Olympiaqualifikationsturniers im Januar 2012 in Kasan konnte Tanrıkulu sich auch für seine dritten Olympischen Spiele 2012 in London qualifizieren. Dort unterlag er im Kampf um die Bronzemedaille Liu Xiaobo mit 2:3 Punkten.
Tanrıkulu ist mit Tina Morgan verheiratet, ebenfalls eine erfolgreiche Taekwondoin und zweifache Olympiateilnehmerin für Australien. Auch Tanrıkulus Schwester Azize war im Taekwondo aktiv, sie konnte bei den Olympischen Spielen in Peking eine Silbermedaille im Federgewicht erringen.